# ماروبیو
ماروبیو (به ایتالیایی: Marrubiu) یک کومونه در ایتالیا است که در استان اریستانو واقع شده‌است.

## خصوصیات
ماروبیو ۶۱٫۲ کیلومترمربع مساحت و ۵٬۰۳۴ نفر جمعیت دارد.